# Сабијета ди Сото (Мачерата)
Сабијета ди Сото (итал. Sabbieta di Sotto) насеље је у Италији у округу Мачерата, региону Марке.
Према процени из 2011. у насељу је живело 31 становника. Насеље се налази на надморској висини од 546 м.